# 中央合同庁舎第8号館
中央合同庁舎第8号館（ちゅうおうごうどうちょうしゃだいはちごうかん、英語：Central Government Building No.8）は、東京都千代田区永田町一丁目にある日本の中央省庁の合同庁舎。

## 概要

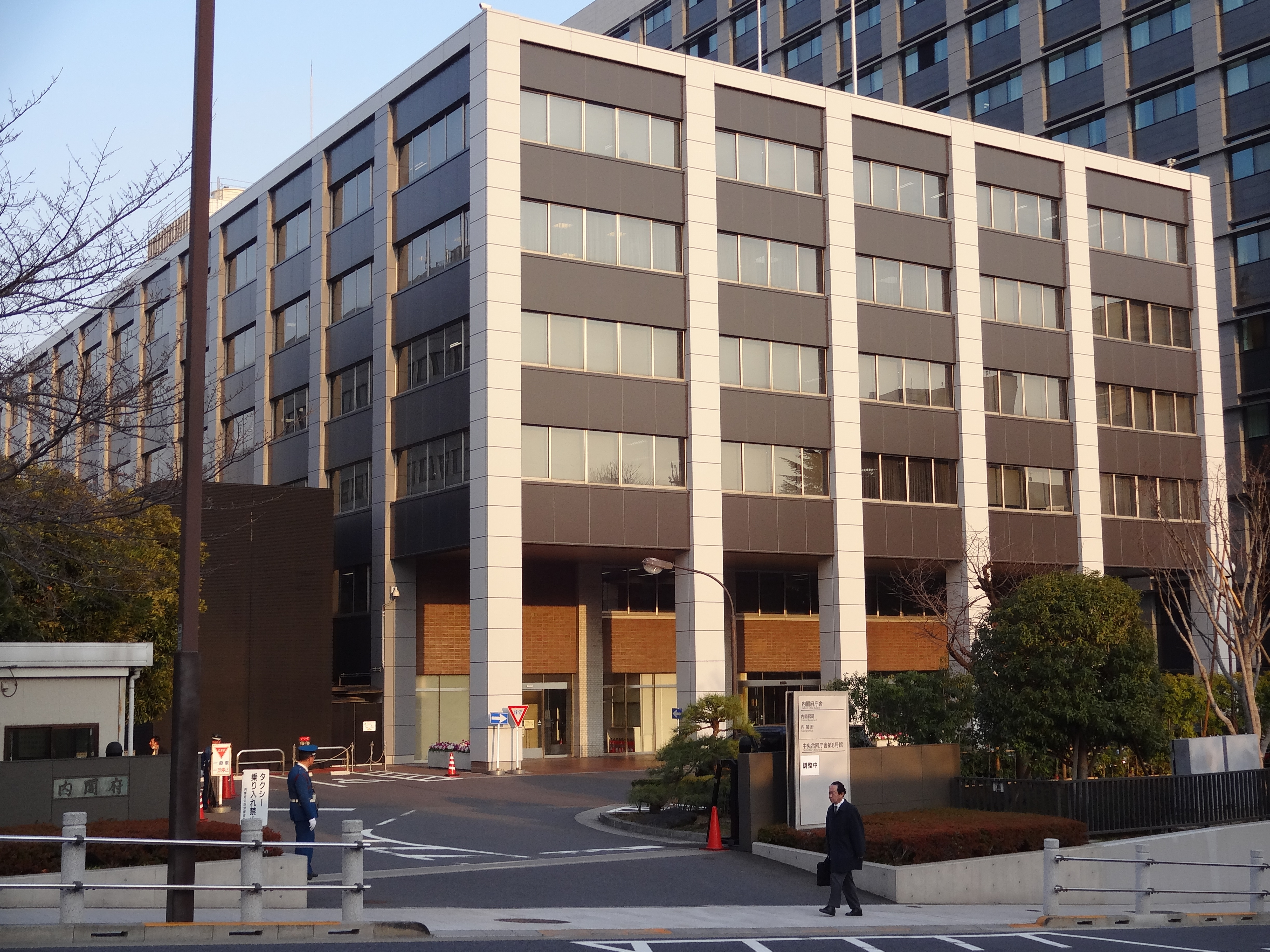
内閣府庁舎。合同庁舎8号館（右奥）と直結している。

本庁舎は、内閣府庁舎（本府庁舎、内閣府庁舎旧A棟。1962年建築）と相互補完的に庁舎機能を担っており、これら2庁舎は一体的に管理・整備されている。
内閣府庁舎の入居官署である内閣官房、内閣府の業務量増加により、内閣府庁舎が手狭になるのみならず、内閣府庁舎外の別館や民間ビル等に庁舎機能が分散されたことから、従来より業務に支障を来していた。その他、施設の老朽化に起因する数々の課題を解決するため、内閣府庁舎敷地の南側に位置した内閣府庁舎B棟を解体し、新たに建設されたのが中央合同庁舎第8号館である。中央合同庁舎第7号館と同様、PFI手法により整備された。
本庁舎は大規模災害時の防災拠点となり、危機管理等緊急事態への素早い対応も求められるため、最高水準の事業継続計画（BCP）機能を備えている。免震構造の採用に加え、ライフラインを二重化し、万一の停電時に備え、施設機能を維持できる非常用発電機も備えている。
最高高さを国会議事堂の中心塔より低くすることで、景観に配慮した計画とした。また、建築物総合環境性能評価システム（CASBEE）を最高のSランクとするなど、建設事業者には高水準の環境配慮が求められた。敷地南側には緑地帯を設け、環境負荷低減技術の導入やフレキシビリティの確保に努めた。
2階は内閣府庁舎の1階と渡り廊下によって直結しており、職員・一般来館者は内閣府庁舎の入口より合同庁舎8号館へ入館する。

## 沿革
- 2009年7月16日 - 入札公告。
- 2009年12月17日 - 民間事業者を選定、結果を公表[5]。
- 2011年6月 - 着工。
- 2014年3月 - 竣工。

## 入居機関
- 内閣官房（内閣府庁舎および合同庁舎8号館）
- 内閣府（内閣府庁舎および合同庁舎8号館）
- 店舗（いずれも合同庁舎8号館2階）
  - セブン-イレブン 中央合同庁舎8号館店
  - 食堂・喫茶

## 所在地・交通機関
- 所在地：〒100-8914 東京都千代田区永田町1丁目6番1号[注 1]
- 最寄駅
  -  東京メトロ丸ノ内線・ 東京メトロ千代田線「国会議事堂前駅」出口3
  -  東京メトロ銀座線・ 東京メトロ南北線「溜池山王駅」出口8